# The Tongues of Men
Pour plus de détails, voir Fiche technique et Distribution.
The Tongues of Men est un film muet américain réalisé par Frank Lloyd et sorti en 1916.

## Fiche technique
- Titre : The Tongues of Men
- Réalisation : Frank Lloyd
- Scénario : Edward Childs Carpenter, d'après sa pièce
- Chef opérateur : Fred Dobson
- Production : Oliver Morosco Photoplay Company
- Distribution : Paramount Pictures
- Genre : Film dramatique
- Date de sortie :
  - États-Unis : 6 janvier 1916

## Distribution
- Constance Collier : Jane Bartlett
- Forrest Stanley : Révérend Sturgis
- Herbert Standing : Docteur Darigal
- Betty Burbridge : Georgine
- Helen Jerome Eddy : Winifred Leeds
- Lamar Johnstone : Docteur Lyn Fanshawe
- Lydia Yeamans Titus : Mrs Kearsley
- Helen Malborough : Mme Sternberg-Reese
- Charles Marriott : Mr Goadby
- John McKinnon : Mr Loughram